# 水谷静夫
水谷 静夫（みずたに しずお、1926年3月25日 - 2014年7月2日）は、日本の国語学者、言語学者。東京女子大学名誉教授。

## 経歴
1926年、東京浅草で生まれた。東京大学文学部国文学科で学び、1948年に卒業。
1949年より国立国語研究所に勤務。1964年、東京女子大学教授に就いた。1991年に東京女子大学を定年退職し、名誉教授となった。
2014年7月2日午後10時47分、肺炎のため東京都板橋区の病院で死去。88歳没。

## 研究内容・業績
早くから、言語学に統計学的手法を導入して論ずる計量言語学、さらには数理言語学、計算言語学の分野を国語学においても確立するため、コンピュータの導入による日本語の自然言語処理を論じ、その普及に貢献した（計量国語学会の記事も参照のこと）。大野の語彙法則を統計学的に整理改訂し、一般化したことでも知られる。

## 著作
単著
- 『国語教育のための言語の実態調査法』東洋館出版社(国語教育研究シリーズ) 1952
- 『テストの採点』(光風教育ライブラリー 313) 光風出版 1954
- 『国語および国語研究の代数学』1961[2]
- 『言語と数学』(数学ライブラリー教養篇 5) 森北出版 1970[3]
  - POD版 2005年[4]
- 『国語学五つの発見再発見』創文社(東京女子大学学会研究叢書 6) 1974
- 『数理言語学』培風館(現代数学レクチャーズ) 1982[5]
- 『意味記述体系』秋山書店 1995[6]
- 『曲り角の日本語』岩波書店(岩波新書) 2011[7]
- 『随筆 辞書を育てて』岩波書店 2012[8]

共著
- 『文法と意味Ⅰ』(朝倉日本語新講座 3) 石綿敏雄・荻野孝野・賀来直子・草薙裕共著、朝倉書店 1983

辞典
- 『岩波国語辞典』西尾実・岩淵悦太郎共編、岩波書店 1971
  - 第6版 2000年

記念論集
- 『計量国語学と日本語処理：理論と応用』水谷静夫教授還暦記念会編、秋山書店 1987